# 塞特方丹
塞特方丹（法語：Septfontaines）是卢森堡西部的市镇哈布施特的一个小镇。直至2017年12月31日，塞特方丹是一个属于卡佩伦县的独立市镇。
2018年，塞特方丹与霍布沙伊德合并为新市镇哈布施特。新市镇的名称“哈布施特”即霍布沙伊德的卢森堡语名“Habscht”。